# Воскресеновський сільський округ
Воскресе́новський сільський округ (каз. Воскресенов ауылдық округі, рос. Воскресеновский сельский округ) — адміністративна одиниця у складі Мамлютського району Північноказахстанської області Казахстану. Адміністративний центр — село Воскресеновка.
Населення — 1274 особи (2021; 1426 у 2009, 1911 у 1999, 2363 у 1989).
Станом на 1989 рік існувала Воскресеновська сільська рада (села Воскресеновка, Інтернаціональне, Іскра, Станове).

## Склад
До складу округу входять такі населені пункти:
| Населений пункт        | Старі назви | Населення, осіб (1989) | Населення, осіб (1999) | Населення, осіб (2009) | Населення, осіб (2021) |
| ---------------------- | ----------- | ---------------------- | ---------------------- | ---------------------- | ---------------------- |
| Воскресеновка, село    | -           | 1216                   | 1163                   | 931                    | 840                    |
| Інтернаціональне, село | -           | 461                    | 96                     | -                      | -                      |
| Іскра, село            | -           | 350                    | 435                    | 299                    | 247                    |
| Станове, село          | -           | 336                    | 313                    | 196                    | 187                    |